# Partito Socialdemocratico del Montenegro
Il Partito Socialdemocratico del Montenegro (in montenegrino: Socijaldemokratska partija Crne Gore - SDP) è un partito politico montenegrino. 

## Storia
L'SDP viene fondato il 12 giugno 1993 dalla fusione di due partiti:
- Partito Socialista del Montenegro (Socijalisticka partija Crne Gore);
- Partito Socialdemocratico dei Riformisti (Socijaldemokratska partija reformista).[1]

Dal 1998 fino allo scioglimento della coalizione nel 2016, è stato un partner di minoranza del Partito Democratico dei Socialisti. Nei primi anni '90, l'SDP venne emarginato dalla scena politica per via degli scontri con il regime montenegrino filo-serbo di Momir Bulatović (supportato da Milošević e dal Partito Socialista di Serbia). Con l'emergere del conflitto Đukanović-Bulatović, interno al gruppo dirigente del Partito Democratico dei Socialisti (DPS), e la successiva vittoria di Đukanović nel 1997, l'SDP riuscì ad emergere come nuovo alleato e partecipò ai governi di opposizione al regime di Milošević. L'alleanza si perpetuerà in occasione del referendum sull'indipendenza del Montenegro del 2006.
Il partito, al tempo guidato da Ranko Krivokapić, sostenne l'introduzione di riforme di orientamento socialdemocratico e nazionalista montenegrino, promuovendo il riconoscimento della Chiesa ortodossa montenegrina (canonicamente non riconosciuta), della lingua montenegrina e della nuova bandiera, introdotta ufficialmente nel 2004. 
In seguito allo spostamento verso un corso politico più critico e indipendente, nell'autunno del 2015 la fazione pro-DPS dell'SDP lasciò la dirigenza e fondò il nuovo partito Socialdemocratici del Montenegro (SD). Nel gennaio 2016, l'SDP abbandonò ufficialmente la coalizione con il DPS e sostenne una mozione di sfiducia contro il governo di Milo Đukanović.

## Risultati elettorali
| Elezione          | Voti    | %      | Seggi  |
| ----------------- | ------- | ------ | ------ |
| Parlamentari 1996 | 16.708  | 5,66%  | 0 / 71 |
| Parlamentari 1998 | 170.080 | 48,87% | 5 / 72 |
| Parlamentari 2001 | 153.946 | 42,04% | 6 / 75 |
| Parlamentari 2002 | 167.166 | 48,00% | 7 / 81 |
| Parlamentari 2006 | 164.737 | 48,62% | 7 / 81 |
| Parlamentari 2009 | 168.290 | 51,94% | 9 / 81 |
| Parlamentari 2012 | 165.380 | 45,60% | 6 / 81 |
| Parlamentari 2016 | 20.011  | 5,23%  | 4 / 81 |
| Parlamentari 2020 | 12.835  | 3,14%  | 2 / 81 |
| Parlamentari 2023 | 9.010   | 2,98%  | 0 / 81 |